# Open Archives Initiative
L'Open Archives Initiative (initiative pour des archives ouvertes), généralement abrégée en OAI, est un projet qui vise à faciliter l'échange et la valorisation d'archives numériques. 
Elle permet à des fournisseurs de services de moissonner des métadonnées sur les sites de fournisseurs de données. Il est ainsi possible d'utiliser un protocole OAI pour créer un outil de recherche simultanée dans plusieurs bases de données bibliographiques. L'OAI a un moteur de recherche spécifique pour le contenu en libre accès, BASE. L'appel lancé lors du congrès des 1er et 2 décembre 2001 à Budapest et diffusé à partir du 14 février 2002 est connu sous le nom d'Initiative de Budapest pour l'accès ouvert (Budapest Open Access Initiative ou BOAI).
L'implémentation technique de ce concept est définie dans l'Open Archives Initiative Protocol for Metadata Harvesting (OAI-PMH). Ce protocole, basé sur XML et le Dublin Core permet l'échange de métadonnées entre fournisseurs de données et fournisseurs de services. La dernière version disponible est la 2.0.

## Historique

### Les causes
Les éléments qui peuvent expliquer historiquement l'apparition des concepts d'archive ouverte et de libre accès aux publications scientifiques sont multiples mais liés certainement à :
- Une hausse du prix des abonnements aux revues papier et électronique, due à la position prédominante de certains éditeurs qui, à la suite de mouvements de concentration dans le champ de l'édition scientifique, se sont retrouvés en position de quasi-monopole et, donc, en mesure d'imposer des choix tarifaires qui rendaient de plus en plus difficile la tâche des bibliothécaires désireux de proposer une offre documentaire cohérente et exhaustive
- Le développement et la démocratisation de l'outil Internet qui, fait remarquable, explose au moment où les premiers dépôts d'archives ouvertes apparaissent
- La prise de conscience progressive par ces mêmes scientifiques de l'impact que peut avoir une publication diffusée via ce média.

### Les prémices
Le phénomène OAI peut être considéré comme trouvant son origine historique dans la création, le 16 août 1991, par le physicien Paul Ginsparg, d'une base de données nommée hep-th (pour High Energy Physics – Theory) destinée à ce que les membres de la petite communauté de chercheurs spécialisés dans la physique des Hautes Énergies puissent échanger rapidement leur production scientifique. Dès 1997, 50 000 physiciens utilisent hep-th et les bases de même type apparues depuis 1991. Hep-th sera par la suite remplacée par arXiv, qui contenait le 26 janvier 2017 environ 1 226 952 documents et reçoit 140 000 connexions par jour.
Cette « naissance » technique est accompagnée de prises de position plus « théoriques ». Citons ainsi Stevan Harnad et sa « proposition subversive », dans laquelle il lance un appel aux chercheurs pour qu'ils pratiquent un auto-archivage ouvert de leurs publications.

### Une montée en puissance
Par la suite, lors de la convention de Santa Fé, en 1999, où se retrouvent les responsables d'archives ouvertes de l'époque, les chercheurs présents élaborent les grandes lignes de ce qui doit devenir une norme technique destinée à assurer une interopérabilité de base entre les différentes archives se développant de par le monde. Ce qui n'est encore qu'une « simple » convention technique commune est lancé le 15 février 2000, avant de devenir en juillet 2001 l'OAI-PMH. Dès cet instant, le mouvement des Archives Ouvertes dispose d'un outil informatique à même de servir la mise en lien des différents dépôts mondiaux et de constituer un socle commun à ces dépôts.
En janvier 2001, via la pétition dite de la Plos (Public Library of Science), les éditeurs de revues scientifiques sont sollicités par des chercheurs afin que les textes parus dans les revues soient offerts en libre accès, dans des dépôts OAI, six mois après leur publication. Pour donner plus de poids à leur demande, les signataires s'engagent à boycotter les revues qui ne donneraient pas suite à leur sollicitation. Du fait de l'importance de leurs publications dans l'évaluation de leur travail, la plupart des chercheurs ne mettront pas en pratique cette menace, bien que les éditeurs n'aient pas changé leur position.

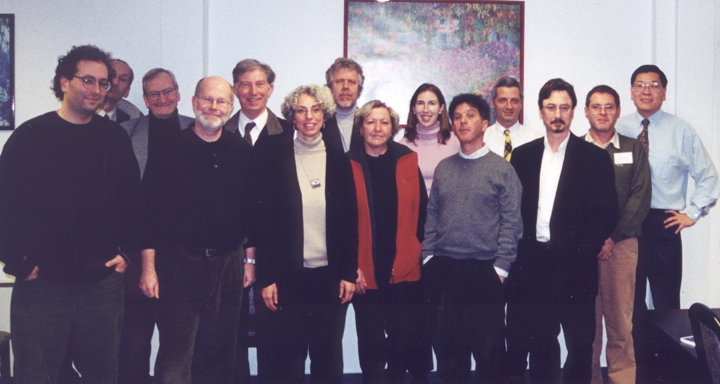
Les participants à la réunion à Budapest, le 1 décembre 2001

Les 1er et 2 décembre 2001, George Soros organise un congrès à Budapest. Il réunit les institutions les plus avancées dans le domaine des archives ouvertes. Les participants réfléchissent aux pratiques d'alors, à la possibilité de les harmoniser et lancent un appel à leurs confrères pour qu'ils mettent librement à disposition de tous les publications scientifiques de recherche. Cet appel, connu sous le nom de Budapest Open Access Initiative, ou BOAI, est diffusé le 14 février 2002 par voie de presse et, évidemment, par Internet. Dans le cadre du développement des archives ouvertes, cet appel définit deux stratégies complémentaires qui, appliquées systématiquement par les chercheurs, doivent permettre un libre accès de tous aux résultats de la recherche.
Il définit deux stratégies essentielles :
- l'auto-archivage (un auteur met librement en ligne ses propres travaux sur des « archives » créées à cet effet par des institutions) comme pré ou post-print (BOAI 1) ;
- l'édition de revues alternatives en libre accès (BOAI 2).

Le texte est approfondi par la Déclaration de Berlin sur le libre accès à la connaissance de 2003.

### Les premiers frémissements institutionnels
Ce qui n'est encore qu'un mouvement de chercheurs prend une nouvelle dimension, institutionnelle, en octobre 2003. Depuis Berlin, un nouvel appel international pour la constitution et la diffusion d'archives ouvertes est lancé. Cet appel est cette fois signé par les représentants d'institutions telles que le CNRS, l'Institut Max-Planck, l'INSERM, l'Institut Pasteur, etc., les signataires définissant dans le document final ce qu'est la contribution Open Access idéale.
En mars 2005, depuis Southampton, une nouvelle déclaration, connue sous l'appellation de Berlin III, invite les institutions signataires de Berlin I à prendre des positions fortes (exiger de leurs chercheurs qu'ils déposent leurs travaux en archives ouvertes ; encourager ces mêmes chercheurs à publier de préférence dans des revues en libre accès). Berlin III rencontrera en France l'adhésion du CNRS, de l'INSERM, du CERN et de l'INRIA.
L'histoire de l'OAI ne s'arrête pas là, mais s'accélère au contraire. De fait, les initiatives institutionnelles se multiplient à mesure que le phénomène des archives ouvertes se diffuse au niveau mondial et que, dans le même temps, les ministères et gouvernements prennent conscience du fait que les archives ouvertes sont un moyen pour eux de reprendre la main sur des productions scientifiques qu'ils ont le plus souvent financées, directement ou indirectement, et dont la diffusion était tombée dans l'escarcelle d'éditeurs privés.

### L'OAI en France
Les réalisations françaises en matière d'archives ouvertes débutent à la fin des années 90 par des initiatives isolées venant d'universités. Ainsi, en 1998, l'université Lyon 2 crée Cyberthèses pour archiver ses thèses. Par la suite, le CNRS crée en juillet 2000 le CCSD, Centre pour la Communication Scientifique Directe, localisé à l'IN2P3 à Villeurbanne. Cet organisme développe les serveurs TEL (Thèses En Ligne) et HAL, ce dernier, géré par le logiciel du même nom, développé en 2001.
Le mouvement OAI se diffuse : l'université Lumière-Lyon-II s'associe à d'autres universités pour développer Cyberthèses et lancer Cyberdoc, la cellule Mathdoc lance un projet (Numdam) et le Centre de recherche en histoire des sciences et des techniques développe un entrepôt OAI pour les sources en histoire des sciences. Pour sa part, le CCSD, déjà site miroir d'ArXiv, met en place des serveurs communs avec l'Institut Jean Nicod (Archive Jean-Nicod) ainsi qu'avec des chercheurs en sciences de l'information et de la communication (@rchiveSIC).
Devant le foisonnement des initiatives éparses et les risques de dispersion, le CNRS, l'INRA, l'INSERM, l'INRIA et la Conférence des Présidents d'Université ont lancé en septembre 2005 une phase préparatoire à un portail commun basé sur HAL et géré par le CCSD. En mars 2006, ce sont ces mêmes institutions et organismes, rejoints par le CEMAGREF, le CIRAD, l'IRD, l'Institut Pasteur et la Conférence des grandes écoles, qui prévoient de signer un protocole d'accord pour coordonner au niveau national les archives ouvertes.
Ce protocole daté du 6 juillet 2006 a été annoncé lors d'une conférence de presse tenue le 11 octobre 2006 à l'Académie des sciences.
Plusieurs moteur de recherche, dont ISIDORE dans les domaines des sciences humaines et sociales, s'appuie sur l'OAI pour développer leurs services et leurs contenus.